# Hafez al-Assad
Hafez al-assad född 6 oktober 1930 i Qardaha, provinsen Latakia, död 10 juni 2000 i Damaskus, var Syriens president 1971–2000.

## Uppväxt och karriär
Assad gick med i Baathpartiet som sextonåring. Strax därpå gick han in i militären som stridspilot och steg där snabbt i graderna. Vid upplösningen av unionen mellan Syrien och Egypten fick han tillbringa en kort tid i egyptiskt fängelse. När Baathpartiet tog makten 1963 blev han ledare för flygvapnet. Efter en intern kupp utförd av partivänstern 1966, där bland annat officerarna Assad och Salah Djedid spelat ledande roller, upphöjdes Assad till försvarsminister.
Efter Syriens och de andra arabländernas förlust i sexdagarskriget blev situationen i landet instabil. En maktkamp utspelade sig mellan Assad och landets starke man, general Salah Djedid. I november 1970 genomförde Assad en oblodig kupp, fängslade Djedid och tog makten.

## Presidenttiden
Assad var ledare för den syriska grenen av Baathpartiet, som splittrats 1966. Han stabiliserade Syrien med hård hand, byggde ut militären och upprättade en stark polisstat där människor underkuvades. Under 70- och 80-talet förekom emellertid strider mellan Assads regim och sunnimuslimska islamister, inklusive den syriska grenen av Muslimska brödraskapet. Under 1980-talet försökte presidentens bror, Rifaat al-Assad genomföra ett kuppförsök, vilket medförde att han blev utvisad ur landet.
Assad fick militärt stöd av Sovjetunionen för att bygga upp Syriens armé. Han ansågs vara en skicklig utrikespolitiker, och det tidigare svaga Syrien etablerade sig under hans presidentperiod som ett viktigt land i regionen. Syrien bekämpade Israel i Oktoberkriget 1973, intervenerade i Libanon 1976 (och blev kvar till 2005) och deltog med en symbolisk truppstyrka i kriget mot Saddam Hussein 1991. 
År 1994 omkom al-Assads tilltänkte efterträdare, sonen Bassel, i en bilolycka. Han efterträddes istället av en annan son, Bashar al-Assad.